# Patuljak (roman)
Patuljak (švedski: Dvärgen) dnevnički je roman Pära Lagerkvista objavljen 1944. godine. Roman je Lagerkvistu, kao kritika nacizma i ksenofobije, donio prvi međunarodni uspjeh te se smatra jednim od najvažnijih djela švedske književnosti 20. stoljeća. Roman se tipično opisuje kao studija zlobe. Na hrvatski ga je preveo Josip Tabak u sklopu zbirke Krvnik i druge priče (1956.).
Radnja romana odvija se u renesansnome razdoblju Italije te prati mizantropskog patuljka Piccolinoa, dvorsku ludu, koji je sluga knezu jednoga talijanskog grada države i u svome dnevniku zapisuje događanja u gradu te vlastite misli i doživljaje.
Kao glavne osobine patuljka ističu se očaranost ratom i smrću te mržnja i gađenje prema ljubavi i dobroti. Svoju je službu knezu Leoneu započeo ubojstvom drugog patuljka, svoga prethodnika, a tijekom romana igra posrednu ili neposrednu ulogu u smrti više likova – kneževe obitelji, nepodobnih vojnika i drugih – kao i u produljenju rata sa susjednim gradom unatoč izglednom primirju. Krajem romana biva zatočen u tamnicu zbog svoje umiješanosti u više zločina, a osobito smrt kneževe supruge, gdje uzaludno iščekuje da ga knez oslobodi.

## Recenzije
Većina recenzija iz razdoblja kada je roman izdan povezivalo ga je s političkom stvarnošću toga vremena. Neke recenzije eksplicitiraju zajednička obilježja patuljčevog i nacističkog svjetonazora te se patuljka samog smatralo utjelovljenjem rasne mržnje, nasilja, ugnjetavanja, laži i izdaje. Druge recenzije lik patuljka pak vide kao prikaz ljudskog zla u općem smislu, ali svejedno postavljaju pitanje povezanosti s Drugim svjetskim ratom.